# Ten Sleep
Ten Sleep város az USA Wyoming államában, Washakie megyében. Lakosainak száma 246 fő (2020. április 1.).

## Népesség
A település népességének változása:

| 2010 | 260 |
| 2020 | 246 |